# KMH Budapest
KMH Budapest (celým názvem: Kanadai Magyar Hokiklub Budapest) je maďarský klub ledního hokeje, který sídlí v Budapešti. Založen byl v roce 2006. V letech 2016–2018 byl účastníkem třetí nejvyšší soutěže na Slovensku. Od sezóny 2018/19 působí v Erste Lize, maďarské nejvyšší soutěži v ledním hokeji. Klubové barvy jsou červená, bílá a zelená.
Své domácí zápasy odehrává v hale Tüskecsarnok s kapacitou 2 500 diváků.

## Přehled ligové účasti
Zdroj: 
- 2016–2018: 2. liga (3. ligová úroveň na Slovensku)
- 2018– : Erste Liga (1. ligová úroveň v Maďarsku / mezinárodní soutěž)